# Mischogyne
Mischogyne es un género de plantas fanerógamas con dos especies perteneciente a la familia de las anonáceas. Son nativas del África occidental.

## Taxonomía
El género fue descrito por Arthur Wallis Exell y publicado en Journal of Botany, British and Foreign 70(Suppl. 1): 213. 1932.  La especie tipo es: Mischogyne michelioides

## Especies
- Mischogyne elliotianum
- Mischogyne michelioides